# سازمان دورست
سازمان دورست (انگلیسی: Durst Organization) شرکت املاک و مستغلات آمریکایی است، که در سال ۱۹۱۵ تأسیس شد.